# Liste de stades de football en Turquie
 (janvier 2024).
Si vous disposez d'ouvrages ou d'articles de référence ou si vous connaissez des sites web de qualité traitant du thème abordé ici, merci de compléter l'article en donnant les références utiles à sa vérifiabilité et en les liant à la section « Notes et références ».
 (octobre 2021).
Cet article présente une liste non exhaustive des stades de football de Turquie. Ils peuvent accueillir également des compétitions d'athlétisme, des concerts ou d'autres évènements.
La capacité indiquée est celle autorisée dans le cadre de rencontres de football.
Les stades énumérées sont des installations dotés d'au moins une tribune couverte et sont homologués par la Fédération de Turquie de football pour la pratique du football de compétition.

## Stades actuels
| Clt. | Stade                                | Capacité | Cité          | Club                                              |
| ---- | ------------------------------------ | -------- | ------------- | ------------------------------------------------- |
| 1    | Stade olympique Atatürk              | 77 5630  | Istanbul      | Équipe de Turquie de football Fatih Karagümrük SK |
| 2    | Complexe sportif Ali-Sami-Yen        | 53 8780  | İstanbul      | Galatasaray SK                                    |
| 3    | Stade İzmir Atatürk                  | 51 3370  | İzmir         | Karşıyaka SK                                      |
| 4    | Stade Şükrü Saracoğlu                | 47 4300  | Istanbul      | Fenerbahçe SK                                     |
| 5    | Timsah Arena                         | 43 3610  | Bursa         | Bursaspor                                         |
| 6    | Stade Beşiktaş                       | 42 4450  | Istanbul      | Beşiktaş JK                                       |
| 7    | Konya Büyükşehir Belediye Stadyumu   | 41 6000  | Konya         | Konyaspor                                         |
| 8    | Papara Park                          | 40 9800  | Trabzon       | Trabzonspor                                       |
| 9    | Stade de Kocaeli                     | 34 8290  | İzmit         | Kocaelispor                                       |
| 10   | 19 Mayıs Stadyumu                    | 33 303   | Samsun        | Samsunspor                                        |
| 11   | Diyarbakır Stadium (en)              | 33 000   | Diyarbakır    | Diyarbakırspor                                    |
| 12   | Yeni Eskişehir Stadyumu              | 32 500   | Eskişehir     | Eskişehirspor                                     |
| 13   | Stade Kadir-Has                      | 31 856   | Kayseri       | Kayserispor Kayseri Erciyesspor                   |
| 14   | Yeni Adana Stadyumu                  | 30 960   | Adana         | Adanaspor Adana Demirspor                         |
| 15   | Gaziantep Stadium                    | 30 320   | Gaziantep     | Gaziantep FK                                      |
| 16   | Antalya Stadyumu                     | 29 307   | Antalya       | Antalyaspor                                       |
| 17   | New Sakarya Atatürk Stadium (en)     | 28 154   | Adapazarı     | Sakaryaspor                                       |
| 18   | Stade du 4-Septembre                 | 27 817   | Sivas         | Sivasspor                                         |
| 19   | Stade Yeni Malatya                   | 25 745   | Malatya       | Yeni Malatyaspor                                  |
| 20   | Stade olympique de Mersin            | 25 000   | Mersin        | Mersin Talim Yurdu                                |
| 21   | Stade GAP de Şanlıurfa               | 21 541   | Şanlıurfa     | Şanlıurfaspor                                     |
| 22   | Çotanak Stadyumu                     | 21 166   | Giresun       | Giresunspor                                       |
| 23   | Stade Gürsel-Aksel                   | 20 756   | Izmir         | Göztepe SK                                        |
| 24   | Stade Eryaman                        | 20 000   | Ankara        | Ankaragücü Gençlerbirliği                         |
| 25   | Denizli Atatürk Stadium (en)         | 18 745   | Denizli       | Denizlispor                                       |
| 26   | Osmanlı Stadium (en)                 | 18 029   | Ankara        | Ankaraspor                                        |
| 27   | Stade Fatih-Terim                    | 17 067   | Istanbul      | İstanbul Başakşehir FK                            |
| 28   | Yeni Ordu Stadyumu (de)              | 16 768   | Ordu          | Orduspor                                          |
| 29   | Zeytinburnu Stadium (en)             | 16 000   | İstanbul      | Zeytinburnuspor                                   |
| 30   | Batman Yeni Şehir Stadyumu (tr)      | 15 000   | Batman        | Batman Petrolspor                                 |
| 30   | Çorum Şehir Stadyumu (tr)            | 15 000   | Çorum         | Çorum F.K. (en)                                   |
| 32   | Stade Çaykur Didi                    | 14 850   | Rize          | Rizespor                                          |
| 33   | Afyon Kocatepe Stadium (en)          | 14 558   | Afyon         | Afjet Afyonspor (en)                              |
| 34   | Stade du 19-Mai                      | 14 013   | Manisa        | Manisaspor Manisa FK                              |
| 35   | Stade Recep Tayyip Erdoğan           | 13 797   | Istanbul      | Kasımpaşa SK                                      |
| 36   | Karaelmas Kemal Köksal Stadyumu (tr) | 13 795   | Zonguldak     | Zonguldak Kömürspor                               |
| 37   | Stade Alsancak Mustafa Denizli       | 12 285   | İzmir         | Altay SK                                          |
| 38   | Balıkesir Atatürk Stadium (en)       | 12 237   | Balıkesir     | Balıkesirspor                                     |
| 39   | Spor Toto Akhisar Stadium (en)       | 12 139   | Akhisar       | Akhisarspor                                       |
| 40   | Stade Dr-Necmettin-Şeyhoğlu          | 11 378   | Karabük       | Kardemir Karabükspor                              |
| 41   | 18 Mart Stadyumu (tr)                | 10 500   | Çanakkale     | Çanakkale Dardanelspor AS                         |
| 42   | Ünye İlçe Stadium (en)               | 10 340   | Ordu          | Ünyespor (en)                                     |
| 43   | Stade Artvin Şehir                   | 10 000   | Artvin        | Murgul Bakırspor (tr)                             |
| 43   | Vali Lütfü Yiğenoğlu Stadyumu (tr)   | 10 000   | Ağrı          | Agri 1970 SK (tr)                                 |
| 45   | 12 Şubat Stadium (en)                | 9 216    | Kahramanmaraş | Kahramanmaraşspor                                 |
| 46   | Yalova Atatürk Stadyumu (tr)         | 8 980    | Yalova        | Yalovaspor (en)                                   |
| 47   | Bolu Atatürk Stadium (en)            | 8 456    | Bolu          | Boluspor                                          |
| 48   | Stade Atatürk d'Elazığ               | 8 856    | Elâzığ        | Elazığspor                                        |
| 49   | Adıyaman Atatürk Stadyumu (tr)       | 8 596    | Adıyaman      | Adıyamanspor (en)                                 |
| 50   | Stade Bozok                          | 8 260    | Yozgat        | Yozgatspor                                        |
| 51   | Stade Gebze                          | 8 000    | Kocaeli       | Gebzespor                                         |
| 52   | Stade Şenlikköy                      | 8 000    | Istanbul      | Bakırköyspor                                      |
| 53   | Stade 12 Haziran                     | 7 810    | Amasya        | Amasyaspor                                        |
| 54   | Stade Muğla Atatürk                  | 7 755    | Muğla         | Muğlaspor (en)                                    |
| 55   | Stade Mimar Yahya Baş                | 7 589    | Istanbul      | Güngören Belediyespor                             |
| 56   | Stade Ahi                            | 7 500    | Kırşehir      | Yeni Kırşehirspor                                 |
| 57   | Stade Kartal                         | 7 195    | İstanbul      | Kartalspor                                        |
| 58   | Dumlupinar Stadium (en)              | 7 058    | Kütahya       | Belediye Kütahyaspor (en)                         |
| 59   | Fethiye İlçe Stadyumu (tr)           | 6 963    | Muğla         | Fethiyespor                                       |
| 60   | Stade 7 Ocak                         | 6 635    | Osmaniye      | Osmaniyespor                                      |
| 61   | Stade Darıca                         | 6 500    | Kocaeli       | Darıca Gençlerbirliği                             |
| 62   | Stade Vefa                           | 6 500    | İstanbul      | Fırat Karagümrük                                  |
| 63   | Stade Fatih                          | 6 238    | Akçaabat      | Akçaabat Sebatspor                                |
| 64   | Buca Arena                           | 6 231    | İzmir         | Bucaspor                                          |
| 65   | Stade Hatay Atatürk                  | 6 015    | Hatay         | Hatayspor                                         |
| 66   | Stade 13 Şubat                       | 6 000    | Erzincan      | Erzincanspor                                      |
| 67   | Stade 1 Eylül                        | 5 944    | Uşak          | Uşakspor                                          |
| 68   | Van Atatürk Stadyumu (tr)            | 5 885    | Van           | Vanspor Futbol Kulübü                             |
| 69   | Stade Gaziosmanpaşa                  | 5 762    | Tokat         | Tokatspor                                         |
| 70   | Stade 21 Kasım                       | 5 700    | Mardin        | Mardinspor                                        |
| 71   | Stade Siirt Atatürk                  | 5 650    | Siirt         | Siirtspor                                         |
| 72   | Stade Beylerbeyi 75. Yıl             | 5 500    | İstanbul      | Beylerbeyispor                                    |
| 73   | Stade Merzifon                       | 5 450    | Amasya        | Merzifonspor                                      |
| 74   | Stade Fikret Karabudak               | 5 402    | Kırıkkale     | MKE Kırıkkalespor                                 |
| 75   | Stade 17 Eylül                       | 5 400    | Balıkesir     | Bandırmaspor                                      |
| 76   | Stade General Basri Saran            | 5 300    | Tekirdağ      | Çorluspor                                         |
| 77   | Stade Edebali                        | 5 150    | Bilecik       | Bilecikspor                                       |
| 78   | Stade Kızılcahamam Ilçe              | 5 124    | Ankara        | Kızılcahamam Belediyespor                         |
| 79   | Stade Aliağa Petkim                  | 5 000    | Izmir         | Petkimspor                                        |
| 80   | Stade Kars Şehir                     | 5 000    | Kars          | Karsspor                                          |
| 81   | Stade Sapanca Atatürk                | 5 000    | Sakarya       | Sapanca Gençlikspor                               |
| 82   | Stade Kilimli Ilçe                   | 5 000    | Zonguldak     | Kilimli Belediyespor                              |
| 83   | Stade Hüsnü Uğural                   | 5 000    | Balıkesir     | Ayvalık Gücü Belediyespor                         |
| 84   | Stade Hasan Polat                    | 5 000    | İstanbul      | Maltepespor                                       |
| 85   | Stade Genç Osman                     | 5 000    | Bayburt       | Bayburtspor                                       |
| 86   | Stade 18 Temmuz                      | 5 000    | Düzce         | Düzcespor                                         |
| 87   | Stade 5 Şubat                        | 5 000    | Niğde         | Niğdespor                                         |
| 88   | Stade Salihli Ramiz Turhan           | 4 978    | Manisa        | Yeni Salihlispor                                  |
| 89   | Stade Inegöl Ilçe                    | 4 975    | Bursa         | Inegölspor                                        |
| 90   | Stade Ankara Aktepe                  | 4 883    | Ankara        | Keçiörengücü                                      |
| 91   | Stade Şanlıurfa 11 Nisan             | 4 559    | Şanlıurfa     | Şanlıurfa Belediyespor                            |
| 92   | Stade Nazilli Ilçe                   | 4 500    | Aydın         | Nazilli Belediyespor                              |
| 93   | Stade Erdemir Ereğli                 | 4 500    | Zonguldak     | Karadeniz Ereğlispor                              |
| 94   | Stade Çankırı Atatürk                | 4 410    | Çankırı       | Çankırı Belediyespor                              |
| 95   | Stade Bahçelievler Il Özel Idare     | 4 350    | Istanbul      | Istanbulspor                                      |
| 96   | Stade Isparta Atatürk                | 4 345    | Isparta       | Ispartaspor                                       |
| 97   | Stade Tekirdağ Namık Kemal           | 4 300    | Tekirdağ      | Tekirdağspor                                      |
| 98   | Kazım Karabekir Stadium (en)         | 2 787    | Erzurum       | Erzurumspor FK                                    |